# Hildegard Nießen
Hildegard Nießen (* 25. Mai 1946 in Bardenberg) ist eine deutsche Politikerin. Sie gehörte vom 1. Juni 1995 bis zum 2. Juni 2005 dem Landtag von Nordrhein-Westfalen für den Wahlkreis 3 – Kreis Aachen I (= Eschweiler und Stolberg-Nord) an. Hildegard Nießen verzichtete 2005 auf eine erneute Kandidatur. 
Bis 1969 lebte die gelernte Bankkauffrau in Alsdorf. Im Jahre 1970 wurde sie Mitglied der SPD. 1975 zog sie erstmals in den Rat der Stadt Stolberg ein. Schon 1982 wurde sie zur Fraktionsvorsitzenden gewählt. Dieses Amt gab sie 2004 auf und übernahm die Position der 2. stellvertretenden Bürgermeisterin der Stadt Stolberg. Weiterhin war sie 10 Jahre lang stellvertretende Vorsitzende des SPD-Unterbezirks Kreis Aachen und von 1993 bis zu seiner Auflösung 1999 Mitglied des Bezirksvorstandes SPD-Mittelrhein. Bei der Kommunalwahl im Jahre 2014 trat sie nicht mehr für ein Stadtratsmandat an und schied damit nach 39 Jahren aus der aktiven Politik aus. Allerdings übernahm sie die Aufgabe der neu geschaffenen Position der Ehrenamtsbeauftragten der Stadt Stolberg. 
Weiterhin ist sie aktives Mitglied der Gewerkschaft Ver.di, des BUND, der Naturfreunde und der Arbeiterwohlfahrt. 
Hildegard Nießen ist verheiratet, hat zwei Kinder und zwei Enkelkinder.